# Харя Георгій Георгійович
Георгій Георгійович Харя (рум. Gheorghe Harea; нар. 3 лютого 1966, с. Пиржелтень, Калараський район, МРСР) — радянський, молдовський та румунський футболіст, півзахисник та нападник.

## Клубна кар'єра
Розпочав кар'єру в клубі «Педінститут» (Кишинів). З 1989 по 1991 роки захищав кольори «Тигини» та «Ністру». У 1992 році продовжив виступати в «Тигині», але вже в першому незалежному чемпіонаті Молдови. 
У 1992 році переїхав в Україну, підписавши контракт з вінницькою «Нивою». Дебютував за вінницьку команду 16 квітня 1992 року в програному (0:1) домашньому поєдинку 9-го туру підгрупи 1 вищої ліги чемпіонату України проти сімферопольської «Таврії». Георгій вийшов на поле в стартовому складі, а на 75-ій хвилині його замінив Сергій Охрімчук. Дебютним голом у складі «Ниви» відзначився 9 червня 1992 року на 84-ій хвилині переможного (3:1) домашнього поєдинку проти запорізького «Торпедо». Харя вийшов у стартовому складі та відіграв увесь матч.Протягом свого перебування в вінницькому клубі в чемпіонатах України зіграв 20 матчів та відзначився 2-ма голами, ще 4 матчі зіграв у кубку України. У 1993 році приєднався до харківського «Металіста». Дебютував за харківський клуб 14 березня 1993 року в переможному (1:0) домашньому матчі 16-го туру вищої ліги чемпіонату України проти чернівецької «Буковини». Георгій вийшов на поле в стартовому складі, а на 61-ій хвилині його замінив Владислав Прудіус. У футболці «Металіста» зіграв 7 матчів у чемпіонаті України та 3 — у кубку України.
З 1993 по 2000 роки виступав у молдовських та румунських клубах «Унюня Рапід» (Бухарест), «Ністру» (Атаки), «Політехніка» (Т), «Агро» (Кишинів) та «Конструкторул» (К).
У 2001 році переїхав до екзотичної Індонезії, де до 2002 року захищав кольори місцевого клубу «Персісам Путра» (Самарінда). В цьому клубі завершив кар'єру футболіста.

## Кар'єра в збірній
У період з 1991 по 1998 рік Харя зіграв 3 матчі (відзначився 1 голом) у футболці національної збірної Молдови. 2 липня 1991 року відзначився другим у матчі голом у ворота збірної Грузії, в якому молдовська збірна поступилася з рахунком 2:4 (поєдинок був неофіційний, ФІФА його не визнала). Олександр Спірідон відзначився першим голом збірної Молдови в тому поєдинку.